# Hino Suguru
Suguru Hino (sinh ngày 29 tháng 7 năm 1982) là một cầu thủ bóng đá người Nhật Bản.

## Sự nghiệp câu lạc bộ
Suguru Hino đã từng chơi cho Gamba Osaka, FC Gifu, Tokushima Vortis, Nara Club và Banditonce Kakogawa.